# Neuseeländische Cricket-Nationalmannschaft in Südafrika in der Saison 2012/13
Die Tour der neuseeländischen Cricket-Nationalmannschaft nach Südafrika in der Saison 2012/13 fand vom 21. Dezember 2012 bis zum 25. Januar 2013 statt. Die internationale Cricket-Tour war Bestandteil der Internationalen Cricket-Saison 2012/13 und umfasste zwei Tests, drei ODIs und drei Twenty20s. Südafrika gewann die Test-Serie 2–0 und die Twenty20-Serie 2–1, während Neuseeland die ODI-Serie 2–1 für sich entscheiden konnte.

## Vorgeschichte
Südafrika bestritt zuvor eine Tour in Australien, während Neuseeland eine Tour in Sri Lanka bestritt. Die letzte Tour der beiden Mannschaften gegeneinander fand in der Saison 2011/12 in Neuseeland statt. Neuseeland nominierte mit Brendon McCullum für alle drei Formate einen neuen Kapitän.

## Stadien
Die folgenden Stadien wurden für die Tour als Austragungsort vorgesehen und am 5. Juni 2012 festgelegt.
| Stadt          | Stadion                  | Kapazität | Spiele          |
| -------------- | ------------------------ | --------- | --------------- |
| Durban         | Sahara Stadium Kingsmead | 25.000    | 1. T20          |
| East London    | Buffalo Park             | 20.000    | 2. T20          |
| Kimberley      | De Beers Diamond Oval    | 11.000    | 2. ODI          |
| Paarl          | Boland Park              | 10.000    | 1. ODI          |
| Port Elizabeth | Sahara Oval St George’s  | 19.000    | 2. Test; 3. T20 |
| Potchefstroom  | Senwes Park              | 18.000    | 3. ODI          |
| Kapstadt       | Newlands Cricket Ground  | 25.000    | 1. Test         |

## Kaderlisten
Neuseeland benannte seine Test- und Twenty20-Kader am 7. Dezember, und den ODI-Kader am 28. Dezember 2013.
Südafrika benannte seine Test- und Twenty20-Kader am 3. Dezember 2012 und seinen ODI-Kader am 6. Januar 2013.
| Test | Test | ODI | ODI | Twenty20 | Twenty20 |
| Südafrika | Neuseeland | Südafrika | Neuseeland | Südafrika | Neuseeland |
| --- | --- | --- | --- | --- | --- |
| - Graeme Smith (K) - Kyle Abbott - Hashim Amla - AB de Villiers (wk) - Faf du Plessis - Dean Elgar - Jacques Kallis - Rory Kleinveldt - Ryan McLaren - Morné Morkel - Alviro Petersen - Robin Peterson - Vernon Philander - Jacques Rudolph - Dale Steyn | - Brendon McCullum (K) - Trent Boult - Doug Bracewell - Dean Brownlie - Daniel Flynn - James Franklin - Peter Fulton - Martin Guptill - Mitchell McClenaghan - Bruce Martin - Chris Martin - Colin Munro - Jeetan Patel - Tim Southee - Neil Wagner - BJ Watling (wk) - Kane Williamson | - Faf du Plessis (K) - Hashim Amla - Farhaan Behardien - Quinton de Kock (wk) - AB de Villiers (wk) - Dean Elgar - Colin Ingram - Rory Kleinveldt - Ryan McLaren - David Miller - Morné Morkel - Robin Peterson - Aaron Phangiso - Graeme Smith - Dale Steyn - Lonwabo Tsotsobe | - Brendon McCullum (K) - Corey Anderson - Trent Boult - Grant Elliott - James Franklin - Martin Guptill - Ronnie Hira - Mitchell McClenaghan - Nathan McCullum - Kyle Mills - Adam Milne - Colin Munro - James Neesham - Rob Nicol - Neil Wagner - BJ Watling (wk) - Kane Williamson | - Faf du Plessis (K) - Farhaan Behardien - Henry Davids - Quinton de Kock (wk) - AB de Villiers (wk) - Rory Kleinveldt - Richard Levi - Ryan McLaren - David Miller - Morné Morkel - Chris Morris - Justin Ontong - Wayne Parnell - Robin Peterson - Aaron Phangiso - Dale Steyn - Lonwabo Tsotsobe | - Brendon McCullum (K) - Corey Anderson - Michael Bates - Trent Boult - Doug Bracewell - Derek de Boorder (wk) - James Franklin - Peter Fulton - Mark Gillespie - Martin Guptill - Ronnie Hira - Mitchell McClenaghan - Nathan McCullum - Adam Milne - Colin Munro - James Neesham - Rob Nicol |

## Tour Match
| 18. Dezember Scorecard | Pietermaritzburg | New Zealanders 140-8 (20)      | – | South African XI 116-9 (20) |
|                        |                  | Neuseeland gewinnt mit 24 Runs |   |                             |

| 28. – 30. Dezember Scorecard | Paarl | New Zealanders 311-6d (89.1) & 117-2d (29) | – | South African XI 359-7d (119) |
|                              |       | Remis                                      |   |                               |

## Twenty20 Internationals

### Erstes Twenty20 in Durban
| 21. Dezember Scorecard | Durban | Neuseeland 86 (18.2)            | – | Südafrika 87-2 (12.1) |
|                        |        | Südafrika gewinnt mit 8 Wickets |   |                       |

### Zweites Twenty20 in East London
| 23. Dezember Scorecard | East London | Südafrika 165-5 (19/19)                       | – | Neuseeland 169-2 (19/19) |
|                        |             | Neuseeland gewinnt mit 8 Wickets (D/L method) |   |                          |

### Drittes Twenty20 in Port Elizabeth
| 26. Dezember Scorecard | Port Elizabeth | Südafrika 179-6 (20)          | – | Neuseeland 146-9 (20) |
|                        |                | Südafrika gewinnt mit 33 Runs |   |                       |

## Tests

### Erster Test in Kapstadt
| 2. – 6. Januar Scorecard | Kapstadt | Neuseeland 45 (19.2) & 275 (102.1)              | – | Südafrika 347-8d (95.2) |
|                          |          | Südafrika gewinnt mit einem Innings und 27 Runs |   |                         |

### Zweiter Test in Port Elizabeth
| 11. – 15. Januar Scorecard | Port Elizabeth | Südafrika 525-8d (153.5)                         | – | Neuseeland 121 (44.4) & 211 (86.4) (f/o) |
|                            |                | Südafrika gewinnt mit einem Innings und 193 Runs |   |                                          |

## One-Day Internationals

### Erstes ODI in Paarl
| 19. Januar Scorecard | Paarl | Südafrika 208 (46.2)            | – | Neuseeland 209-9 (45.4) |
|                      |       | Neuseeland gewinnt mit 1 Wicket |   |                         |

### Zweites ODI in Kimberley
| 22. Januar Scorecard | Kimberley | Neuseeland 279-8 (50)          | – | Südafrika 252 (49.1) |
|                      |           | Neuseeland gewinnt mit 27 Runs |   |                      |

### Drittes ODI in Potchefstroom
| 25. Januar Scorecard | Potchefstroom | Neuseeland 260-9 (50)          | – | Südafrika 164-9 (50) |
|                      |               | Südafrika gewinnt mit 1 Wicket |   |                      |

## Statistiken
Die folgenden Cricketstatistiken wurden bei dieser Tour erzielt.
| Tests            | Tests      | Tests   | Tests   | Tests   | Tests   | Tests   | Tests   | Tests   |
| Batting          | Batting    | Batting | Batting | Batting | Batting | Batting | Batting | Batting |
| Spieler          | Mannschaft | Spiele  | Innings | Runs    | Average | HS      | 100s    | 50s     |
| ---------------- | ---------- | ------- | ------- | ------- | ------- | ------- | ------- | ------- |
| Hashim Amla      | Südafrika  | 2       | 2       | 176     | 88,00   | 110     | 1       | 1       |
| Dean Brownlie    | Neuseeland | 2       | 4       | 172     | 43,00   | 109     | 1       | 1       |
| BJ Watling       | Neuseeland | 2       | 4       | 168     | 42,00   | 63      | 0       | 2       |
| Faf du Plessis   | Südafrika  | 2       | 2       | 152     | 76,00   | 137     | 1       | 0       |
| Alviro Petersen  | Südafrika  | 2       | 2       | 127     | 63,50   | 106     | 1       | 0       |
| Bowling          |            |         |         |         |         |         |         |         |
| Spieler          | Mannschaft | Spiele  | Overs   | Wickets | Average | BBI     | 5W      | 10W     |
| Dale Steyn       | Südafrika  | 2       | 66      | 13      | 11,53   | 5/17    | 1       | 0       |
| Vernon Philander | Südafrika  | 1       | 30      | 7       | 11,85   | 5/7     | 1       | 0       |
| Morné Morkel     | Südafrika  | 2       | 55.4    | 7       | 18,00   | 3/14    | 0       | 0       |
| Robin Peterson   | Südafrika  | 2       | 49      | 5       | 21,80   | 2/20    | 0       | 0       |
| Rory Kleinveldt  | Südafrika  | 1       | 26      | 4       | 24,25   | 2/44    | 0       | 0       |
| Trent Boult      | Neuseeland | 2       | 53      | 4       | 46,50   | 3/78    | 0       | 0       |
| Doug Bracewell   | Neuseeland | 2       | 58      | 4       | 46,75   | 3/94    | 0       | 0       |

| ODIs                 | ODIs       | ODIs    | ODIs    | ODIs    | ODIs    | ODIs    | ODIs    | ODIs    |
| Batting              | Batting    | Batting | Batting | Batting | Batting | Batting | Batting | Batting |
| Spieler              | Mannschaft | Spiele  | Innings | Runs    | Average | HS      | 100s    | 50s     |
| -------------------- | ---------- | ------- | ------- | ------- | ------- | ------- | ------- | ------- |
| Graeme Smith         | Südafrika  | 3       | 3       | 189     | 63,00   | 116     | 1       | 1       |
| Kane Williamson      | Neuseeland | 3       | 3       | 156     | 78,00   | 145*    | 1       | 0       |
| Colin Ingram         | Südafrika  | 3       | 3       | 133     | 44,33   | 79      | 0       | 1       |
| Grant Elliott        | Neuseeland | 3       | 3       | 103     | 34,33   | 54      | 0       | 1       |
| James Franklin       | Neuseeland | 3       | 3       | 100     | 100,00  | 53*     | 0       | 1       |
| Bowling              |            |         |         |         |         |         |         |         |
| Spieler              | Mannschaft | Spiele  | Overs   | Wickets | Average | BBI     | 5W      | 10W     |
| Lonwabo Tsotsobe     | Südafrika  | 3       | 28      | 8       | 15,75   | 4/45    | 0       | 0       |
| Ryan McLaren         | Südafrika  | 3       | 26.4    | 8       | 19,37   | 4/46    | 0       | 0       |
| Kane Williamson      | Neuseeland | 3       | 18.2    | 6       | 14,00   | 4/22    | 0       | 0       |
| Mitchell McClenaghan | Neuseeland | 3       | 30      | 6       | 23,50   | 4/20    | 0       | 0       |
| Kyle Mills           | Neuseeland | 3       | 27      | 5       | 24,60   | 2/28    | 0       | 0       |

| Twenty20s            | Twenty20s  | Twenty20s | Twenty20s | Twenty20s | Twenty20s | Twenty20s | Twenty20s | Twenty20s |
| Batting              | Batting    | Batting   | Batting   | Batting   | Batting   | Batting   | Batting   | Batting   |
| Spieler              | Mannschaft | Spiele    | Innings   | Runs      | Average   | HS        | 100s      | 50s       |
| -------------------- | ---------- | --------- | --------- | --------- | --------- | --------- | --------- | --------- |
| Henry Davids         | Südafrika  | 3         | 3         | 143       | 47,66     | 68        | 0         | 2         |
| Martin Guptill       | Neuseeland | 2         | 2         | 125       | 125,00    | 101*      | 1         | 0         |
| Faf du Plessis       | Südafrika  | 3         | 3         | 102       | 51,00     | 63        | 0         | 1         |
| David Miller         | Südafrika  | 3         | 2         | 61        | 30,50     | 33        | 0         | 0         |
| Justin Ontong        | Südafrika  | 1         | 1         | 48        | 48,00     | 48        | 0         | 0         |
| Brendon McCullum     | Neuseeland | 3         | 3         | 48        | 16,00     | 25        | 0         | 0         |
| Bowling              |            |           |           |           |           |           |           |           |
| Spieler              | Mannschaft | Spiele    | Overs     | Wickets   | Average   | BBI       | 5W        | 10W       |
| Ryan McLaren         | Südafrika  | 3         | 12        | 5         | 15,60     | 3/25      | 0         | 0         |
| Doug Bracewell       | Neuseeland | 3         | 8         | 5         | 17,80     | 3/33      | 0         | 0         |
| Robin Peterson       | Südafrika  | 3         | 10        | 4         | 15,00     | 2/8       | 0         | 0         |
| Mitchell McClenaghan | Neuseeland | 3         | 11        | 4         | 19,00     | 2/24      | 0         | 0         |
| Rory Kleinveldt      | Südafrika  | 3         | 11.2      | 4         | 19,50     | 3/18      | 0         | 0         |

## Player of the Match
Als Player of the Match wurden die folgenden Spieler ausgezeichnet.
| Spiel   | Player of the Match |
| ------- | ------------------- |
| 1. T20  | Rory Kleinveldt     |
| 2. T20  | Martin Guptill      |
| 3. T20  | Henry Davids        |
| 1. Test | Vernon Philander    |
| 2. Test | Dale Steyn          |
| 1. ODI  | James Franklin      |
| 2. ODI  | Kane Williamson     |
| 3. ODI  | Graeme Smith        |